# Salamis viridescens
Salamis viridescens är en fjärilsart som beskrevs av Friedrich Thurau 1903. Salamis viridescens ingår i släktet Salamis och familjen praktfjärilar. Inga underarter finns listade i Catalogue of Life.